# 莫里斯·琼斯德鲁
莫里斯·克里斯托弗·琼斯德鲁（1985年3月23日—），美式足球跑卫，现效力于国家橄榄球联盟的杰克逊维尔美洲虎队。他原先在加州大学洛杉矶分校打球，2006年选秀中在第二轮被美洲虎队选中。他曾三度入选明星碗，2011年领跑联盟跑阵榜。